# Lythria ornata
Lythria ornata är en fjärilsart som beskrevs av Bubacek 1924-1925. Lythria ornata ingår i släktet Lythria och familjen mätare. Inga underarter finns listade i Catalogue of Life.